# Michel Cossaer
Michel Cossaer (Antwerpen, 28 oktober 1934 - Gent, 1 augustus 2019) was een Belgisch syndicalist.

## Levensloop
Cossaer werd in 1990 aangesteld als secretaris-generaal van de Centrale der Metaalindustrie van België (CMB) in opvolging van Germain Duhin. In 1992 volgde hij Fernand De Coster op als voorzitter van deze organisatie. Zelf werd hij in deze hoedanigheid in 1994 opgevolgd door Jacques Fontaine.